# Herrenhaus Goldenbow

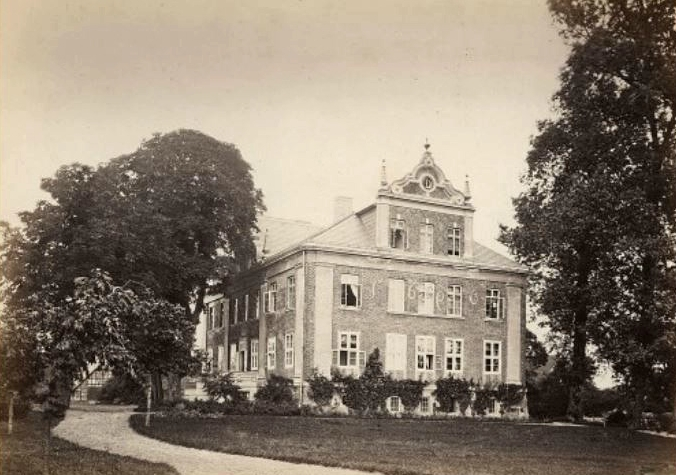
Herrenhaus Goldenbow 1861

Das Herrenhaus Goldenbow, seit 2009 aus einer Ruine wieder aufgebaut, steht im Vellahner Ortsteil Goldenbow im Landkreis Ludwigslust-Parchim in Mecklenburg-Vorpommern.
Das Gutshaus gehört zu den wenigen in Mecklenburg noch aus dem 17. Jahrhundert stammenden Herrenhäusern.

## Geschichte
Nach 1229 erfolgte die Ersterwähnung Goldenbowe als Turmhügel südlich von Goldenbow. Im 13. Jahrhundert soll Goldenbow einer Familie von Goldenbow gehört haben. Von 1389 an hatten die von Lützow das Dorf Goldenbow und das Lehngut in ihrem Besitz.
Der Goldenbower Zweig dieser Familie blieb auch nach der Reformation katholisch, wie seinerzeit die Familie von Preen auf Golchen. Im Dreißigjährigen Krieg standen die Goldenbower von Lützow auf kaiserlicher Seite, waren trotzdem im Lande sehr geschätzt. Bis 1798 hatte Kurt von Lützow noch Besitzungen im Kirchdorf Marsow.

## Architektur

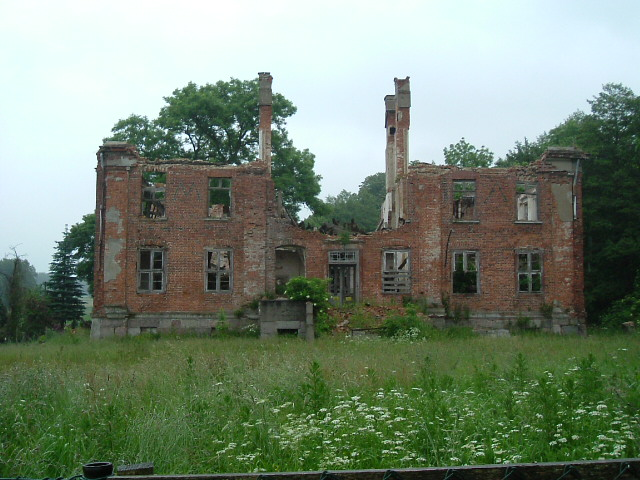
Ruine des Herrenhauses im Jahr 2004

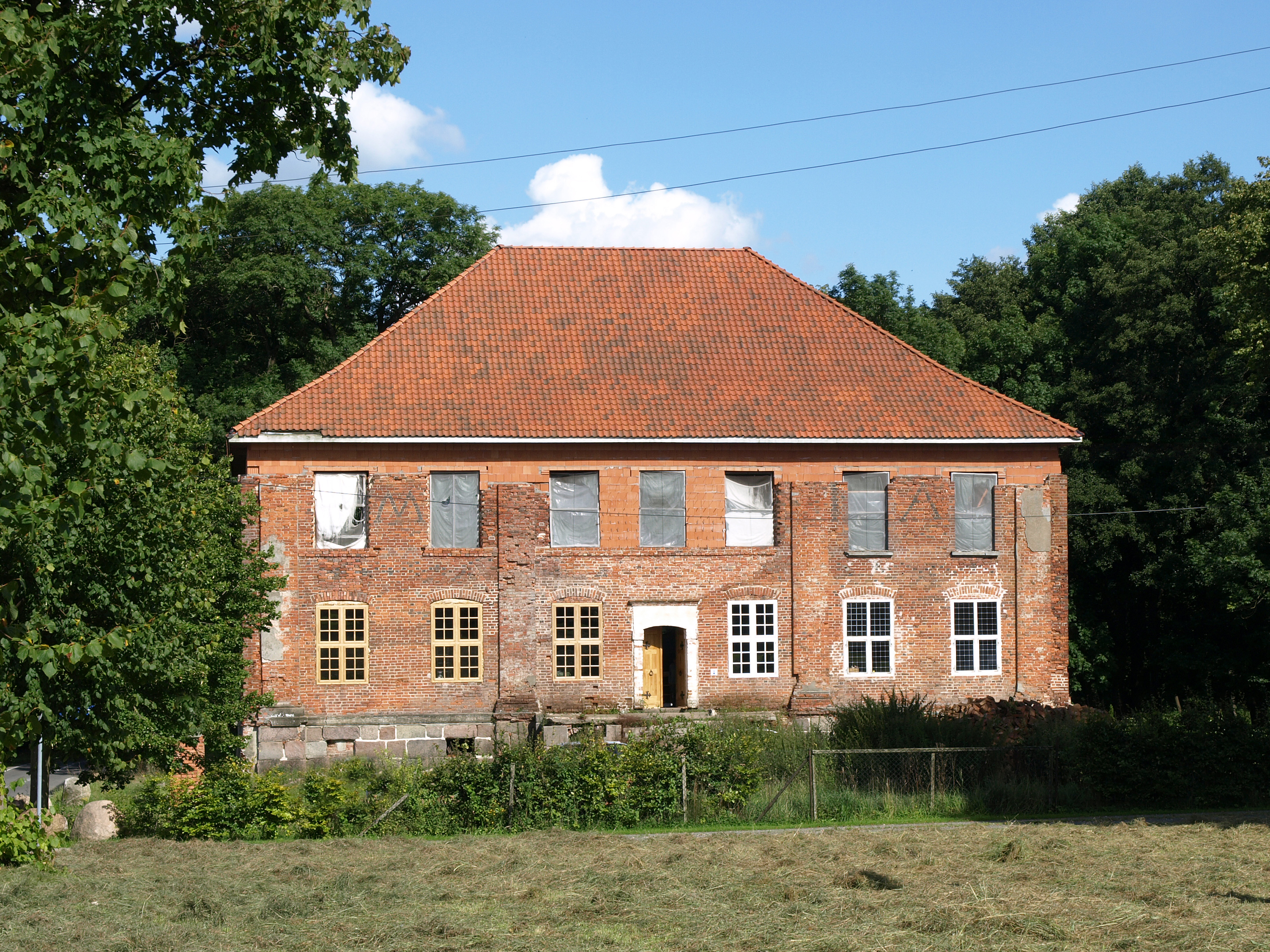
Herrenhaus im Jahr 2017

Das Goldenbower Herrenhaus ist eines der ältesten im Land Mecklenburg. Es wurde 1696 durch Kurt Freiherr von Lützow errichtet.
Der zweigeschossige Backsteinbau mit kalkverputzten Gesimsen und Pilastern wird von einem hohen Walmdach beschlossen. Das geböschte Sockelgeschoss ist mit behauenen Granitblöcken verblendet.
Über dem Haupteingang mit der vorgelagerten Freitreppe befand sich ein barocker holländischer Ziergiebel. Unter dem Fries ist noch ein umlaufendes Band mit Inschriften zu erkennen, die auf den katholischen Kurt von Lützow hinweisen: OMNIA AD MAIOREM DEI GLORIAM (Alles zum höheren Ruhmes Gottes), ferner ein Spruch von Ovid sowie die Namen Maria, Joseph und Jesus.
Der wohl unter niederländischem Einfluss stehend Bautyp erregt durch die dekorative Verwendung dunkler Schmuckziegel mit großformatiger Darstellung von Namen, Buchstaben und Jahreszahlen in den Giebeln.
Die seitlichen Giebelfronten waren ebenfalls im holländischen Stil verziert.
1852 erbte Jasper Friedrich von Bülow das Gut Goldenbow und ließ das Haus 1863 renovieren. Dabei wurden auf allen vier Seiten die Schaugiebel aufgesetzt.
Auf der Rückseite des Hauses befindet sich der Rest des ehemaligen Parks mit dem kleinen See, umgeben von alten Bäumen.
Auf der Vorderseite sind Reste des Dorfplatzes erkennbar, an dessen Ende der Wasserturm steht.
Das Herrenhaus ist auf den Kellergewölben eines Vorgängerbaus errichtet worden. Aus der Entstehungszeit waren 1990 noch die mittlere Treppenhausanlage sowie der Festsaal mit Sandsteinkaminen im Obergeschoss erhalten geblieben. Das damals baufällige, in seiner Substanz jedoch noch weitgehend erhaltenswerte Gebäude schien nach dem Einsturz des Daches endgültig dem Verfall preisgegeben zu sein. Es waren neben den Außenmauern im Inneren nur noch Kamine und verzierte Stuck- und Türverdachungen erhaltungswert.

### Gutsanlage
Zum Gut Goldenbow gehörten als Pertinenzen das benachbarte Gut Rodenwalde und das Vorwerk Albertinenhof. Wegen der Agrarreformen Ende des 18. Jahrhunderts mussten die Lützow das Gut veräußern. Es ging 1797 in den Besitz der Familie von Schilden über. 1852 wurde Oberhofmarschall des Herzogs von Mecklenburg-Schwerin, Jasper von Bülow (1794–1871), der die Erbtochter Elisabeth von Schilden geheiratet hatte. So kamen Rodenwalde und Marsow an die von Bülow.
Seine Nachfahren, Alexander von Bülow als Staatsminister unter Friedrich Franz II., und dessen Sohn Henning lebten mit ihren Familien wohl ebenfalls in diesem Herrenhaus.

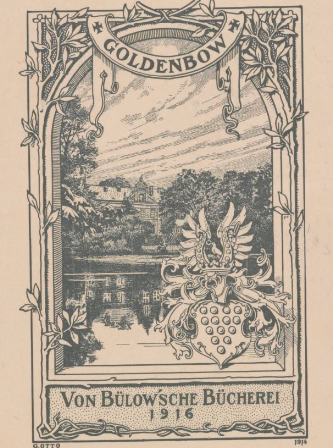
Exlibris Von Bülow'sche Bücherei, aus einem Exemplar der Lübecker Bibel (1494), heute in der Library of Congress

Henning von Bülow (1868–1942) baute dort eine bedeutende Bibliothek mit Sammlungen alter Handschriften und Grafiken auf, die 1945 nach Plünderungen verloren ging, als die Bülow enteignet wurden. Die ehemalige Struktur der Gutsanlage ist durch einige noch erhaltene Gebäude erkennbar.

### Besitzerfolge des Gutes
- 1389 Familie von Lützow
- 1670 Kurt Freiherr von Lützow
- 1756 Oberamtmann Ritter und Edlen von Schilden zu Wustrow, Dannenberg
- 1852 Jasper von Bülow
- 1945 Enteignung
- 2009 Privatbesitz[1]

Nach dem Zweiten Weltkrieg wurde das Gut Goldenbow mit der Bodenreform enteignet und später durch die LPG „Goldene Ähre“ genutzt. Das Herrenhaus diente nach Plünderungen als Wohngebäude für mehrere Familien. Seit 1984 stand das Haus leer und war durch Vandalismus dem Verfall preisgegeben. Die „Stiftung Herrenhäuser und Gutsanlagen in Mecklenburg-Vorpommern“ rettete 2005 das zur Ruine verkommene Herrenhaus vor dem Abriss.
Das Haus befindet sich seit 2008 in Privatbesitz, mit dem Wiederaufbau wurde 2009 begonnen. Das Gebäude hat inzwischen wieder ein hohes Knick-Walmdach, errichtet nach historischen Befunden aus der Erbauerzeit. Der Rohbau (Stand August 2014) ist abgeschlossen, der Innenausbau hat begonnen.

### Wasserturm

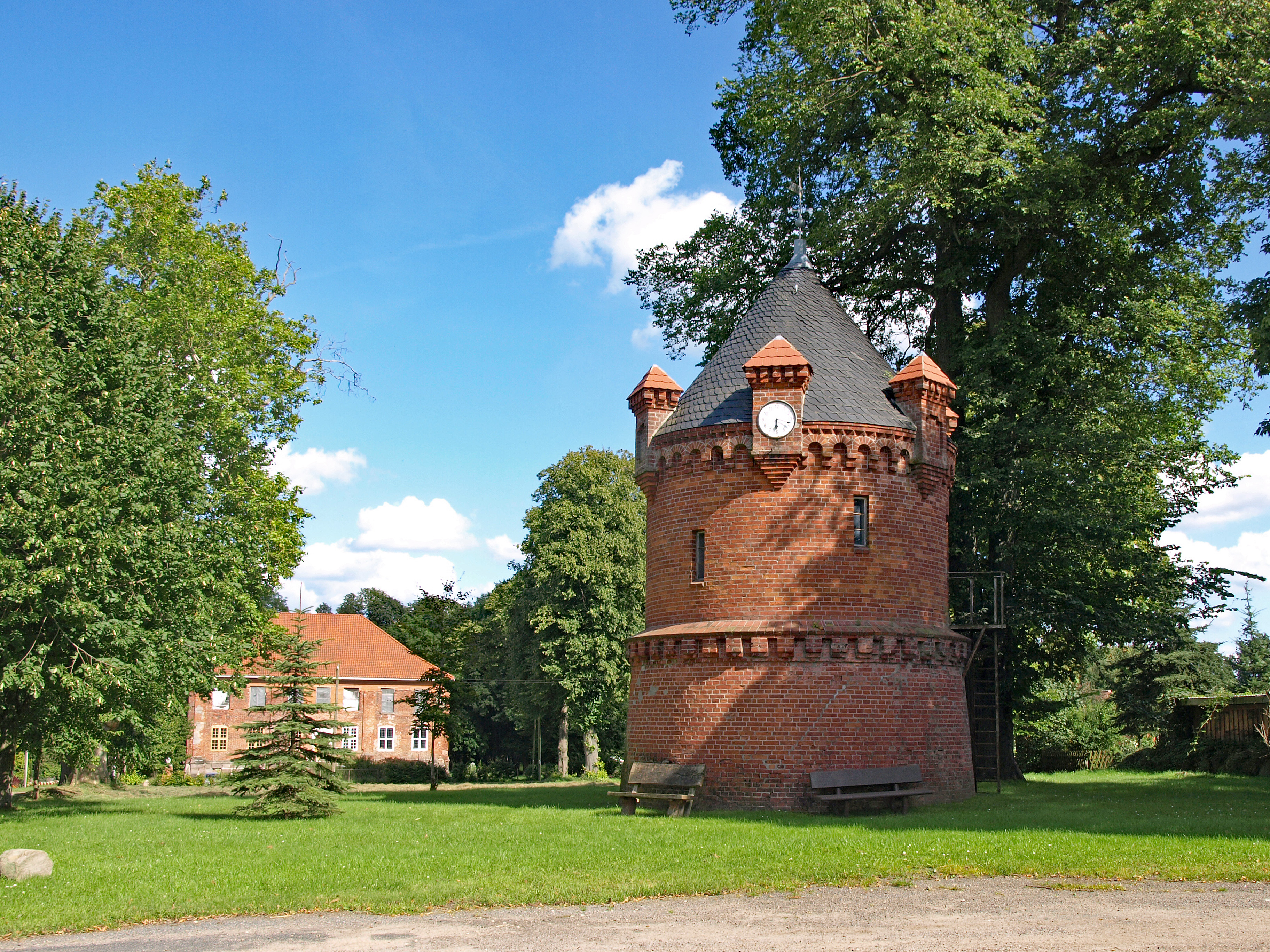
Wasserturm gegenüber dem Herrenhaus 2017

Der Wasserturm wurde Ende des 19. Jahrhunderts südlich des Wirtschaftshofes als Wasserreservoir für die Gutsanlage errichtet. Er ist ein zweigeschossiger, ziegelsichtiger Rundbau, dessen Untergeschoss durch ein Gurtgesims abgeschlossen wird. Auf dieses setzt leicht verjüngt das durch wenige schmale Fenster und eine Türöffnung strukturierte Obergeschoss auf und schließt mit einem kräftigen Rundbogenfries als Traufe ab. Das Kegeldach des Turmes ist mit einem Schieferdach versehen. Der zylinderförmige Wasserturm wird durch fünf fialartige Aufbauten mit kleinen Zeltdächern aufgelockert, in dessen Traufzone sich der Klötzchenfries des Gurtgesims in verkleinerter Form wiederholt. Ein Türmchen ist mit einer Uhr ausgestattet.
Aus bautechnischer Sicht stellt der Wasserturm eine Besonderheit dar. Hier befindet sich der noch vorhandene Wasserbehälter nicht im Kopf, sondern im Untergeschoss des Turmes. Hinter den als gestalterische Elemente darstellenden fialartigen Aufbauten befinden sich die Entlüftungsöffnungen, aus denen beim Befüllen des Wasserbehälters die Luft entweichen kann, die durch das Wasser verdrängt wird.
2007 erfolgte die denkmalgerechte Instandsetzung des Turmes und die durch Feuchteschäden und Schwamm beschädigte Dachkonstruktion des Königsstuhls im Turmhelm. Der Weiterbestand des neben der baukünstlerischen Qualität hohe geschichtliche und technische Bedeutung besitzende Wasserturm konnte gesichert werden.